# Comité Paralímpico de Panamá
El Comité Paralímpico de Panamá es el comité paralímpico nacional que representa a Panamá. Esta organización es la responsable de las actividades deportivas paralímpicas en el país. Es miembro del Comité Paralímpico Internacional y del Comité Paralímpico de las Américas.